# プラハの春 (小説)
『プラハの春』（プラハのはる）は、春江一也作の小説。1997年5月集英社刊（ISBN 4-08-780245-0）。2000年に集英社文庫として再刊（上巻ISBN 4-08-747173-X・下巻ISBN 4-08-747174-8）。

## 概要
チェコスロバキアの首都プラハを舞台に、共産主義社会の反体制活動家と、西側外交官の命をかけた愛を描く、壮大なラブ・ロマンス。現代史の1ページ、ささやかな自由を求めて戦った人間たちの悲しみのドラマが展開された小説である。1968年に起こった「プラハの春」当時、チェコスロバキア日本大使館勤務だった著者の体験談に基づく。
続編に『ベルリンの秋』がある。

## 主な登場人物
- 堀江（外交官）
- カテリーナ（反体制活動家）
- 稲村（堀江の親友）
- モニカ（ヤン・パラフの恋人）
- シュテンツェル（カレル大学教授）
- ヘス中佐（シュタージ）
- ヤン・パラフ（カレル大学学生･学生運動のリーダー）
- シルビア（カテリーナの娘）
- ラインハルトシュナイダー（カテリーナの元夫・シュタージ高官）

## 舞台化
2002年、宝塚歌劇団星組にて谷正純脚本・演出で舞台化。
- 堀江：香寿たつき
- カテリーナ：渚あき

## ラジオドラマ
2006年4月に、NHK-FM『青春アドベンチャー』内にて放送された。
- 堀江：高橋和也
- カテリーナ：若村麻由美
- ラインハルトシュナイダー：大友龍三郎
- シュテンツェル先生：神山繁
- ペリカン総裁：石田太郎
- 稲村：吉見一豊
- ハベル大統領、ドクチェク第一書記：津嘉山正種
- ユルゲンヘス：上杉祥三
- シルビア：後藤果萌、高橋かおり（ベルリンの秋）
- 夫人：此島愛子